# Mimascaptesyle
Mimascaptesyle is een geslacht van vlinders van de familie bloeddrupjes (Zygaenidae), uit de onderfamilie Chalcosiinae.

## Soorten
- M. terioides (Mell, 1922)
- M. zelotypia Hering, 1922